# Doktor Akagi
Doktor Akagi (jap. カンゾー先生 / Kanzô sensei) – japońsko-francuski komediodramat z 1998 roku w reżyserii Shōhei Imamury, zrealizowany na podstawie powieści Doctor Liver Ango Sakaguchiego.

## Fabuła
II wojna światowa powoli zbliża się do końca. W małej wsi na wyspie nad Morzem Wewnętrznym mieszka lekarz dr Fuu Akagi, słynący z dość ekscentrycznego trybu życia, ale stara się każdemu pomóc. Ale większość z nich cierpi na zapalenie wątroby, na które nie ma lekarstwa. Z tego powodu wdaje się w konflikt z wojskiem, a znalezienie leku na zapalenie wątroby staje się dla niego misją.

## Obsada
- Akira Emoto - Dr Fuu Akagi
- Kumiko Asô - Sonoko
- Juro Kara - Umemoto
- Masanori Sera - Toriumi
- Jacques Gamblin - Piet
- Keiko Matsuzaka - Tomiko
- Misa Shimizu - Gin
- Yukiya Kitamura - Sankichi
- Masato Yamada - Masuyo
- Tomorowo Taguchi - Nosaka
- Masatô Ibu - Ikeda

## Produkcja
Zdjęcia kręcono w Hiroszimie.